# وادي بيش
وادي بيش هو أحد أودية تهامة في شبه الجزيرة العربية، يقع في محافظة بيش شمال منطقة جازان جنوب غرب السعودية الوادي يقع ضمن أودية تهامة السعودية.

## نبذة
يعتبر وادي بيش من أهم أودية تهامة، حيث يبلغ طوله نحو 145 كيلومتر ومساحة حوض تصريفه 5164 كيلومتر مربع، وتصل كمية المياه الجارية في الوادي في السنوات العادية أكثر من 100 مليون متر مكعب سنوياً، حيث يجمع أكبر كمية مياه في تهامة كلها من المنطقة الجبلية المطيرة (550 مللم سنوياً) والممتدة من جبال بني مالك جنوباً حتى جبال تمنية شمالاً، ويصله من الروافد في هذه المنطقة عدد لا حصر له، إذ لا يقل عدد الروافد المنحدرة إليه من جبل الريث وحده عن ثمانية عشر رافداً، ومن هضبة بيض ستة روافد، ومن جبال تمنية أربعة عشر رافداً، ويبلغ عرض مجرى وادي بيش بين جبال الريث وهضبة بيض من 90 إلى 180 متراً ثم يبدأ في الاتساع التدريجي حتى يصل إلى أكثر من 900 متر، وتجري المياه في وادي بيش والأودية منه وخاصة وادي لجب ووادي مسلية ووادي عتود بعد الفيضانات المتوسطة من 12 إلى 18 ساعة، بينما لا تجري في الأودية الصغيرة إلا لفترة تتراوح بين ساعة وثلاث ساعات، أما بعد الفيضانات الكبيرة فقد يستمر جريان الماء في الوادي لعدة أيام أكثرها حدوثاً في الصيف مع الأمطار الموسمية، وأيضاً في الربيع والشتاء (36% من مياه الوادي تجري فيه صيفاً). وأنشأت حكومة المملكة العربية السعودية على هذا الوادي مؤخراً واحداً من أضخم السدود في شبه الجزيرة العربية وهو سد وادي بيش، وهو ثاني أكبر سد في شبه الجزيرة العربية.